# ジェット・バンディ
ジェット・アダム・バンディ（Jett Adam Bandy, 1990年3月26日 - ）は、アメリカ合衆国・カリフォルニア州ロサンゼルスのウェスト・ヒルズ地区出身のプロ野球選手（捕手）。右投右打。MLB・ミルウォーキー・ブルワーズ傘下所属。

## 経歴

### プロ入り前
2008年のMLBドラフト41巡目（全体1237位）でロサンゼルス・ドジャースから指名されたが、契約せずにアリゾナ大学へ進学した。

### プロ入りとエンゼルス時代
2011年のMLBドラフト31巡目（全体945位）でロサンゼルス・エンゼルス・オブ・アナハイムから指名され、プロ入り。契約後、傘下のルーキー級アリゾナリーグ・エンゼルスでプロデビュー。この年はパイオニアリーグのルーキー級オレム・オウルズ、AA級アーカンソー・トラベラーズ、AAA級ソルトレイク・ビーズでもプレーし、4球団合計で50試合に出場して打率.308・5本塁打・32打点・2盗塁の成績を残した。
2012年はA+級インランド・エンパイア・シックスティシクサーズでプレーし、94試合に出場して打率.247・7本塁打・46打点・1盗塁の成績を残した。
2013年はAA級アーカンソーでプレーし、78試合に出場して打率.241・4本塁打・28打点の成績を残した。オフにはアリゾナ・フォールリーグに参加し、メサ・ソーラーソックスに所属した。
2014年もAA級アーカンソーでプレーし、93試合に出場して打率.250・13本塁打・40打点・2盗塁の成績を残した。オフの11月20日にルール・ファイブ・ドラフトでの流出を防ぐためにエンゼルスの40人枠入りした。
2015年は開幕からAAA級ソルトレイクでプレーし、87試合に出場して打率.291・11本塁打・60打点の成績を残した。セプテンバーコールアップでのロースター拡大により9月1日にメジャー初昇格を果たした。9月14日のシアトル・マリナーズ戦でメジャーデビューの後、2試合目の20日のミネソタ・ツインズ戦ではメジャー初安打を本塁打で飾った。この年はメジャーでの出番はこの2試合・2打席のみであり、打率.500・1本塁打・1打点の成績を残した。
2016年は開幕をAAA級ソルトレイクで迎えるも、5月18日に昇格するとそのままメジャーに定着。この年は70試合に出場して打率.234・8本塁打・25打点・1盗塁の成績を残した。

### ブルワーズ時代
2016年12月13日にマーティン・マルドナード、ドリュー・ギャノンとのトレードで、ミルウォーキー・ブルワーズへ移籍した。
2017年は60試合に出場して打率.207・6本塁打・18打点・1盗塁の成績を残した。
2018年5月25日にDFAとなり、6月1日にマイナー契約で傘下のAAA級コロラドスプリングス・スカイソックスへ配属された。

## 詳細情報

### 年度別打撃成績
| 年 度    | 球 団    | 試 合 | 打 席 | 打 数 | 得 点 | 安 打 | 二 塁 打 | 三 塁 打 | 本 塁 打 | 塁 打 | 打 点 | 盗 塁 | 盗 塁 死 | 犠 打 | 犠 飛 | 四 球 | 敬 遠 | 死 球 | 三 振 | 併 殺 打 | 打 率 | 出 塁 率 | 長 打 率 | O P S |
| -------- | -------- | ----- | ----- | ----- | ----- | ----- | -------- | -------- | -------- | ----- | ----- | ----- | -------- | ----- | ----- | ----- | ----- | ----- | ----- | -------- | ----- | -------- | -------- | ----- |
| 2015     | LAA      | 2     | 2     | 2     | 1     | 1     | 0        | 0        | 1        | 4     | 1     | 0     | 0        | 0     | 0     | 0     | 0     | 0     | 0     | 0        | .500  | .500     | 2.000    | 2.500 |
| 2016     | LAA      | 70    | 231   | 209   | 23    | 49    | 9        | 0        | 8        | 54    | 25    | 1     | 0        | 3     | 4     | 11    | 0     | 4     | 38    | 5        | .234  | .281     | .392     | .673  |
| 2017     | MIL      | 60    | 188   | 169   | 14    | 35    | 6        | 0        | 6        | 59    | 18    | 1     | 0        | 0     | 0     | 15    | 0     | 4     | 51    | 5        | .207  | .287     | .349     | .636  |
| MLB：3年 | MLB：3年 | 132   | 421   | 380   | 38    | 85    | 15       | 0        | 15       | 145   | 44    | 2     | 0        | 3     | 4     | 26    | 0     | 8     | 89    | 10       | .224  | .285     | .382     | .666  |

- 2017年度シーズン終了時

### 背番号
- 47（2015年 - 2016年途中、2017年 - 2018年）
- 13（2016年途中 - 同年終了）